# Dan Lungu
Dan Lungu (Botosán, 1969. szeptember 15. –) román író és szociológus.

## Élete
1969-ben született a moldvai Botosánban. 1988-ban szülővárosában, az A. T. Laurian Gimnázium matematika–fizika tagozatán érettségizett. Szociológia, filozófia és politológia szakon végzett 1995-ben. Tanulmányokat folytatott a franciaországi Agen-ben és Lille-ben, valamint Birminghamben és az olaszországi Perugiában, továbbá részt vett a Sorbonne posztgraduális képzésén is. Doktori értekezése az Ipostaze sociologice ale propagandei și manipulării („A propaganda és a manipuláció szociológiai megjelenése”) címet viselte.
Jelenleg Jászvásárban él, ahol az Alexandru Ion Cuza Egyetem szociológia tanszékén tanít. A Balkánnal foglalkozó francia Au Sud de l'Est („Kelettől délre”) folyóirat szerkesztője. 1996-ban megalakította a Club 8 irodalmi csoportosulást. 2001 és 2002 között a Timpul („Az idő”) című folyóirat főszerkesztője volt.

## Írói pályafutása
Kisprózáját eddig olasz, német, francia, angol és magyar nyelvre fordították le. Raiul găinilor („A tyúkok paradicsoma”) című regénye 2005-ben „Le paradis des poules” címmel franciául is megjelent az Éditions Jacqueline Chambonnál. Ugyanebben az évben többedmagával együtt ő képviselte Romániát a párizsi Pompidou Központ Les belles étrangères („A szép idegenek”) című rendezvénysorozatán, amelynek keretében évente más-más ország íróit mutatják be a francia közönségnek.
Két könyvéből színdarab is készült: a Cu cuțitul la ost Bogdan Tudor rendezte meg 2002-ben a bukaresti Luni Színházban, Nuntă la parter („Esküvő a földszinten”) című darabjából pedig Peter Kerek rendezett előadást a szintén fővárosi Odeon Színházban 2003-ban.
Az Asociația Scriitorilor Profesioniști din România (ASPRO; Romániai Hivatásos Írók Szövetsége) és az Uniunea Scriitorilor din România (USR; Romániai Írószövetség) tagja. Számos szociológiai és szépirodalmi írása jelent meg különféle folyóiratokban, művei több válogatásban is szerepeltek.
Legutóbbi kötetében, amely az „Egy komcsi nyanya vagyok!” címet viseli, egy nyugdíjas munkásnő szemszögéből ábrázolja az előző rendszer iránti nosztalgiát. A regény során átélhetővé válnak Emilia Apostoae géplakatosnő szempontjai, a könyv ugyanakkor – éppen a főhősnő emlékein keresztül – kíméletlenül rámutat a Ceaușescu-rendszer infantilizmusára és hazugságaira, ami sok egyezőséget árul el a magyarországi Kádár-rendszerrel is. A könyvben ütköznek a kommunizmust visszavágyó és a rendszerváltás után beköszöntött szabadságot előtérbe helyező népszerű sztereotípiák is. A könyv, amely a romániai magyarok körében is népszerű Ceaușescu-adomák széles tárháza is egyben, 2008-ban magyarul is megjelent.

## Művei
- 1996 Muchii („Szélek”, verseskötet)
- 1999 Cheta la flegmă (rövidpróza)
- 2003 Construcția identității într-o societate totalitară. O cercetare sociologică asupra scriitorilor („Az identitás felépítése a totalitárius társadalomban. Szociológiai tanulmány az írókról”)
- 2003 Proză cu amănuntul („Próza kicsiben”, rövidpróza)
- 2003 Nuntă la parter („Esküvő a földszinten”, dráma)
- 2004 Raiul găinilor. Fals roman de zvonuri și mistere („A tyúkok paradicsoma. Hamis regény mondákból és misztériumjátékokból”)
- 2005 Băieți de gașcă („Fiúk a térről”, rövidpróza)
- 2007 Sînt o babă comunistă! (magyar kiadás: „Egy komcsi nyanya vagyok!”, Jelenkor Kiadó, Pécs, 2008, fordította: Koszta Gabriella)

## Magyarul
- Egy komcsi nyanya vagyok! Regény; ford. Koszta Gabriella; Jelenkor, Pécs, 2008
- Hogyan felejtsünk el egy nőt. Regény; ford. Lakatos Mihály; Magvető, Bp., 2010
- Tyúkok a mennyben. Mendemondák és rejtélyek álregénye; ford. Szonda Szabolcs; Pont, Bp., 2016 (Conflux)
- A kislány, aki istent játszott; ford. Koszta Gabriella; Noran Libro, Bp., 2018

## Díjai
- 1993 a Societate Junimea (Ifjúsági Társaság) irodalmi díja
- 1994 az Eminescu Könyvkiadó országos irodalmi pályázatának díja
- 1995 az Editura Junimea (Ifjúsági Könyvkiadó) Nicolae Labiș országos irodalmi pályázatának díja
- 1997 a Nemira Könyvkiadó kispróza-díja
- 1999 a Romániai Írószövetség dobrudzsai tagozatának elsőkönyves prózai díja
- 2001 a Goethe Intézet díja az eredetiség megőrzéséért (a Club 8 csoport vezetőjeként)
- 2005 a Romániai Írószövetség jászvásári tagozatának prózajutalma